# Lithobates omiltemanus
Lithobates omiltemanus (лат.) — вид земноводных из семейства настоящих лягушек (Ranidae). Этот вид является эндемиком гор Сьерра-Мадре-дель-Сур в Герреро, Мексика. Способна ловко передвигаться по каменистым поверхностям, что делает её уникальным обитателем горных экосистем.

## Описание вида
Эта лягушка имеет средние размеры и достигает в длину 6,1 см. Её голова широкая, а ноздри расположены ближе к глазам, чем к кончику морды. Задние конечности сильные и короткие, а когда они согнуты под прямым углом к телу, суставы большеберцовой кости едва соприкасаются. Окраска лягушки представляет собой множество мелких пятен, расположенных в два-три ряда темно-зеленого цвета на оливково-зеленом фоне.

## Распространение и места обитания
Эта лягушка, эндемичная для Мексики, обитает исключительно в горах Сьерра-Мадре-дель-Сур в Герреро.
Обитает в горных мезофильных лесах на высоте от 2200 до 2400 метров над уровнем моря.

## Статус
Он считается находящимся под угрозой исчезновения (согласно официальному мексиканскому стандарту 059) и внесен в Красный список Международного союза охраны природы (МСОП) как вид, находящийся под угрозой исчезновения.